# Isla de Las Palomas

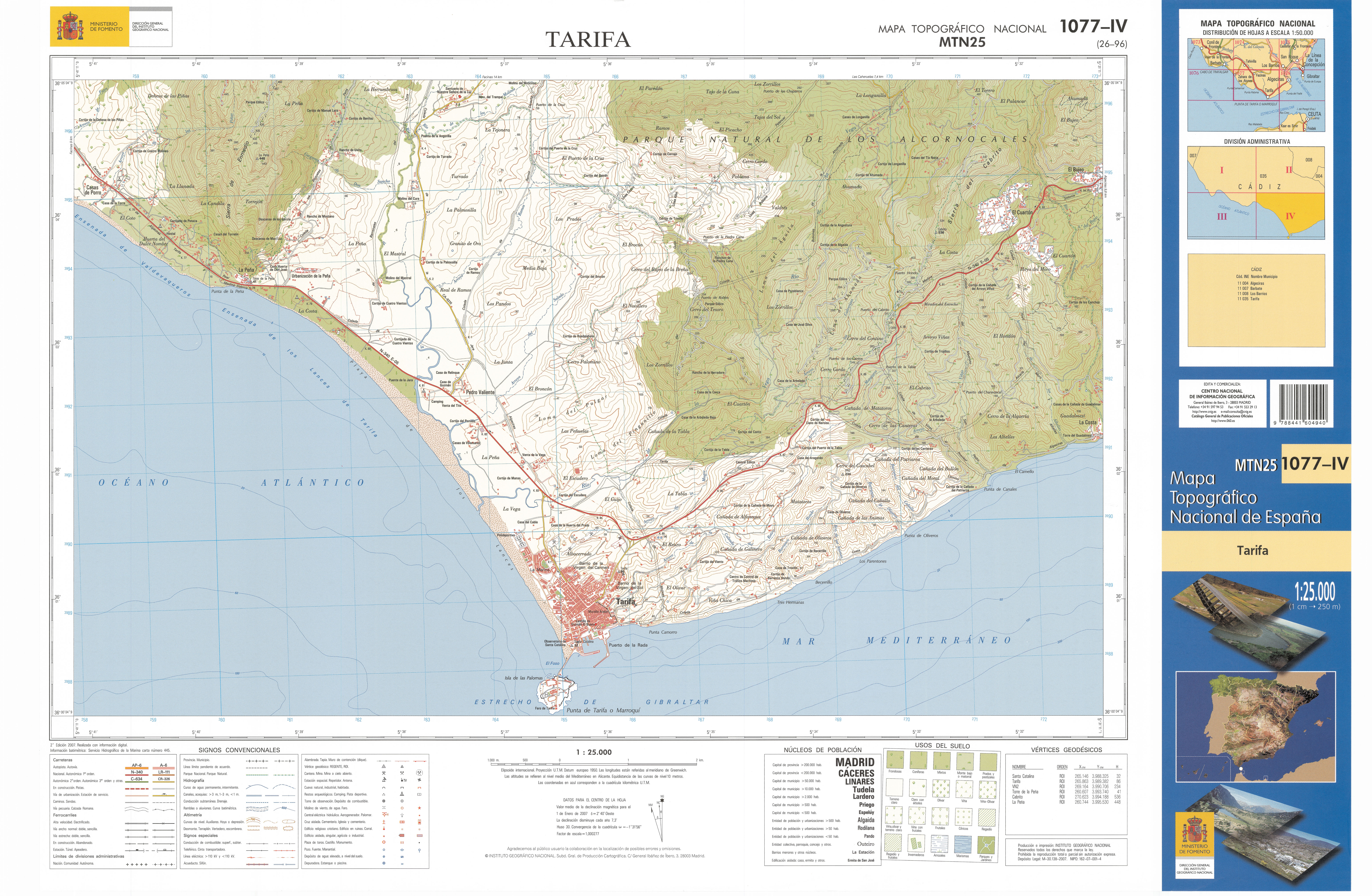

Die Isla de Las Palomas (deutsch: Taubeninsel), auch Isla de Tarifa genannt, ist eine kleine, felsige Insel 150 Meter südlich der Südspitze des spanischen Festlandes bei der Stadt Tarifa (und zum Stadtgebiet gehörig), Provinz Cádiz, Andalusien. Früher wurde die Insel auch Isla Junioas genannt.

## Geographie
Punta de Tarifa gilt als südlichster Punkt des spanischen Festlandes und Kontinentaleuropas, liegt jedoch nicht auf dem Festland, sondern auf der vorgelagerten Isla de las Palomas. Das Kap gilt als Grenzpunkt zwischen dem Mittelmeer, hier speziell der Straße von Gibraltar, und dem offenen Atlantik. In der Nähe des Kaps steht der Leuchtturm Faro de Punta de Tarifa, der im 18. Jahrhundert errichtet wurde und der sich 43,8 Meter über den Meeresspiegel und 33 Meter über die Umgebung erhebt.
Die Isla de Las Palomas mit ihrem annähernd runden Grundriss hat eine Länge von 650 Metern, bei einer maximalen Breite von 540 Metern. Der Flächeninhalt bemisst sich auf rund 30 Hektar.
Die Insel ist seit 1808 durch einen befahrbaren Damm mit dem Festland verbunden. Dieser ist als Camino de la Isla de Las Palomas bekannt. Die Entfernung über den Damm zum Festland beträgt 150 Meter.

## Geschichte
Im nordöstlichen Teil der Insel zeugen die Überreste von mindestens fünf phönizischen Gräbern aus dem sechsten und vierten Jahrhundert v. Chr. von der phönizischen Herrschaft während dieser Zeit.
Während der Römerzeit wurde der Kalkstein der Insel systematisch in Steinbrüchen abgebaut, was auch heute noch die Inseloberfläche kennzeichnet.
Spätestens im 17. Jahrhundert wurde eine Befestigungsanlage auf der Insel errichtet.
1808 wurde der Damm vom Festland zur Insel von Antonio González Salmón errichtet, der einige Jahre vorher auch für den Pier verantwortlich zeichnete, durch den der Hafen von Tarifa gebildet wurde.
Zur Mitte des 20. Jahrhunderts wurde die Insel Standort einer Kaserne und gelangte in Besitz des spanischen Verteidigungsministeriums. 1988 wurde die Kaserne aufgegeben, und die Insel wurde als Dominio Público Marítimo Terrestre (etwa Öffentlicher Meer-Land-Bereich) wieder öffentlich zugänglich.
Bei der Errichtung des Naturparks Parque natural del Estrecho (Naturpark der Meerenge) im Jahr 2003 wurde auch die Insel wegen ihres besonderen ökologischen Wertes mit in den Naturpark aufgenommen.